# بیور دم (ویسکانسین)
بیور دام، ویسکانسین  (به انگلیسی: Beaver Dam) شهری در شهرستان دوج ایالت ویسکانسین است که در سال ۱۸۵۶ بنیان‌گذاری شده‌است. این شهر طبق سرشماری سال ۲۰۱۰ میلادی ۱۶٬۲۴۳ نفر جمعیت داشته‌است.